# Lepavinai ortodox monostor
A Lepavinai ortodox monostor Horvátországban, a Kapronca-Kőrös megyei Lepavina település ortodox kolostora, mely nagy jelentőséggel bír a drávamenti ortodoxia történetében. Alapítása az ortodox lakosságnak a Drávamentére történő bevándorlásával kapcsolatos.

## Fekvése
A monostor épületegyüttese Lepovina falutól mintegy 1 km-re délre, erdőktől körülvéve található.

## Története
A mai Podravina területén már a 15. századtól található ortodox lakosság. Ortodoxok Szlavónia területén elsőként Cillei Ulrik gróf szolgálatában telepedtek meg elsőként. A gróf 1434-ben vette feleségül Katalint, Brankovics György szerb despota lányát. Kíséretében ortodox papok mellett katonák is voltak, akik Kis- és Nagykemlék, Kapronca, Rakovec és Medvevár őrségét látták el.Az ortodox lakosság Cillei 1456-os meggyilkolása után is itt maradt. Kiskemlék vára Stjepan Vukčić Kosača humi fejedelem fiának birtoka volt, Balša nevű unokája pedig egy ideig itt is élt. A Kosača család egészen 1533-ig birtokolta Kiskemléket. Mindazonáltal az ortodoxok nagy része csak a 16. században telepedett itt meg. A 16. század végén Kapronca, Kőrös, Ivanics és Csázma környékén telepedtek meg nagyobb csoportjaik és ekkor Kőrösre ortodox püspök is érkezett velük. Az ortodoxok felajánlották szolgálataikat a Habsburgoknak és a délvidéki katonai védelem fontos részévé váltak.
Az ortodoxok letelepedéséhez kapcsolódik a lepavinai monostor alapítása is. A monostort a török előli menedékhelyül 1550-ben a Hercegovinából származó Jefrem Vukadinović, hilandari szerzetes kezdte építeni, aki a törökök által megszállt területekről érkezett szerzeteseket gyűjtött maga köré. A kolostor króniája az 1555-ös évet jelöli meg kezdetként. 1557. augusztusában a török katonaság, valamint Stupčanica, Pakrac és Bijela települések iszlám hitre tért lakói Zarep-Aga Ali vezetésével felgyújtották a monostor épületeit, hat szerzetest magukkal hurcoltak, majd megöltek. Ezután a monostor helye sokáig puszta volt és csak 1638 körül építették újjá, amikor Ferdinánd király engedélyével rmanji kolostorból Kirill apát vezetésével érkezett szerzeteseket telepítettek itt le. Egy részük a lepavinai kolostorban, másik részük a marcsai kolostorban telepedett le. A szerzetesek értékes kéziratokat és az istentisztelet szempontjából fontos egyéb értékeket hoztak magukkal. Arról, hogy Lepavinán és Marcsán szerzetesek sokasága élt számos kézírásos és nyomtatott könyv tanúskodik, melyeket részben Lepavinán, részben a környező falvak templomaiban őriztek egészen a 20. század elejéig. Ekkor ezeket a pakráci püspöki könyvtárnak adták át. Ezek közül a könyvek közül a legjelentősebbek a két pergamenen lévő négy evangélium a 13. és 14. századtól, valamint az 1392-ből származó prédikációk gyűjteménye 1621-ből, görögből fordítva a rmanji kolostor részére és egy 1657-ben Kirill Nikšić által írt, a lepavinai kolostorban őrzött zsoltáros könyv. 
1642 júniusában a kegyúr Johannes Galler báró megerősítette a monostor tulajdonjogait azokra a birtokokra, melyeket Branjska és Sesvete lakói adományoztak a számára. Hasonlóan tettek később a többi birtokosok is. Ezután a közösség élete biztonságosabb lett. 1666-ban azonban kiéleződtek az ellentétek a szerbek és varasdi határőrvidék horvát hatóságai között, akik azt szerették volna, ha a szerbek integrálódnak a görögkatolikus egyházba. A szerbek kiváltságaikra hivatkozva ellenálltak és összetűztek az Osmokruhović körösi bíró vezette horvátokkal. 1672-ben megtorlásul a monostor szerzeteseit a Gmirje monostor lakóival együtt összesen 14 embert gályarabságra ítéltek és Máltára küldtek. 1692 végén és 1693 elején a monostorban tartózkodott Csernojevics Arzén pátriárka a szerb ortodox egyház feje. Innen látogatta meg a környező ortodox települések híveit. 1715. november 24-én a templom küszöbén lőtték agyon Kodratot a monostor vezetőjét. Miután Marcsa ortodox kolostora a görögkatolikusok kezére került Lepavina lett a vidék szerb ortodox egyházának központja. 1734-ben az ortodox híveknek sikerült elérni, hogy saját püspököt válasszanak Lepavina ortodox püspöki székhely lett. Később mivel Lepavina az ortodox területek szélén feküdt a székhelyet áttették Severinbe és a püspökséget lepavina-severini eparchátusnak nevezték. Az eparchátus első püspökét Simeont, miután Kaproncán vizsgálati fogságban elhunyt Lepavinán temették el.
A mai monostor épületét a 18. század közepén építették fel Nikola Popović, ortodox nevén Nikifor vezetésével. Az új, szerb-bizánci jegyekkel épített barokk templomot 1753. március 25-én szentelte fel Arsenije Teofanović Kostajnica és Zrinopolje püspöke.
A második világháború időszaka különösen nehéz időszak volt a település életében. Rögtön a német megszállás után sokakat letartóztattak és koncentrációs táborba szállítottak. Joakim kolostorfőnököt megölték, a többi szerzetest Szerbiába deportálták. 1943. október 27-én a monostort bombatalálat érte, épületei majdnem teljesen megsemmisültek, a templom és a kollégium súlyosan megrongálódott. A monostor könyvtárának megmaradt részét a görögkatolikus egyház sajátította ki magának.
A háború után a monostor egyetlen lakója Simeon atya volt, aki elkezdte az újjáépítést. Jovan zágrábi és ljubljanai metropolita, aki 1977-ben került az itteni ortodox egyház élére nagy erőfeszítéseket tett, hogy az épületegyüttes újra a régi fényében ragyogjon. Az anyamonostorral Hilanderrel 1984-ben éledtek újra a kapcsolatok, akik Gavrilo atyát küldték ide, és aki később a monostor főnöke lett. A monostort végül az Egyházak Világtanácsa segítségével a württembergi és a stuttgarti evangélikus egyház támogatásával renoválták.
A monostor Legszentebb Istenanya tiszteletére szentelt ortodox temploma 1753-ban épült barokk stílusban. Legféltettebb kincse a Legszentebb Istenanya csodatevő ikonja, melyet a 16. század elején ismeretlen művész festett. Nem tudni, hogyan került a monostorba, de a hagyomány úgy tartja, hogy a szerzetesei közösség létrejöttekor már itt volt. A templom szerb korai barokk stílusban 1775-ben készített ikonosztáza a bombatámadás áldozata lett, csak három kép maradt meg belőle. Rajtuk kívül a monostor még Nemanja Szent Simeon, Szent Száva és Szűz Mária bemutatása a templomban 1647-ben Lepavinán festett ikonjait őrzi. Nagyon értékesek a kéziratok és a régi nyomtatott könyvek. Közülük legértékesebb a 13. és 14. századból származó két Tetraevangélium, az egyik szerb-raskai, a másik macedón szerkesztésű, gyönyörű iniciálékkal. Mivel Lepavinán iskola is működött, számos másolt könyvet is őriztek itt.